# Microsoft Windows Phone
Windows Phone ist ein Betriebssystem für Smartphones, das von Microsoft entwickelt wurde. Es war bei Smartphones der Nachfolger von Windows CE. Seit der im Februar 2011 angekündigten Allianz zwischen Microsoft und Nokia war es das bevorzugte Betriebssystem auf Nokia-Smartphones und wurde in geringerem Umfang auch auf Telefonen der Marken Samsung, HTC und Huawei vertrieben. Die mit Windows Phone 7 am 21. Oktober 2010 eingeführte Benutzeroberfläche „Modern UI“ gilt als Vorreiter des Flat Design, das später in vielen Microsoft-Produkten wie den Desktop-PC/Tablet-Betriebssystemen Windows 8/Windows RT und danach in Windows 10 Einzug hielt. Das letzte Smartphone mit Windows Phone erschien 2014 auf dem deutschen Markt.
Folgende Versionen sind erschienen:
- Windows Phone 7 war die erste Version von Windows Phone. Es basiert auf dem Windows-CE-Kernel und ist der Windows-Mobile-Linie zuzurechnen.
- Windows Phone 8 basiert auf dem Windows-NT-Kernel (ebenso wie Windows 8 und Windows RT).

Der Marktanteil von Windows Phone fiel von 2,8 % im 4. Quartal 2014 auf 0,4 % im 2. Quartal 2016, während Android und iOS den Markt der Mobilbetriebssysteme mit 99 % Anteil beherrschen.
Am 11. Juli 2017 stellte Microsoft den Support für Windows Phone 8.1 ein. Kurz zuvor war berichtet worden, dass Microsoft an einer neuen Bedienoberfläche für mobile Geräte arbeite.
Nachfolger ist seit November 2015 Windows 10 Mobile, das jedoch nicht langfristig weiterentwickelt wurde. Die funktionale Weiterentwicklung ist 2017 beendet worden, Sicherheitsaktualisierungen erfolgten bis zum 14. Januar 2020. Microsoft empfahl den Umstieg auf ein Android- oder iOS-Gerät.

## „Hubs“, „Live-Kacheln“ und „Räume“
Die Oberfläche von Windows Phone ist in sogenannte „Hubs“ mit den Schwerpunkten Kontakte, Office, Bilder, Soziale Netzwerke, Musik, Video und Spiele unterteilt.
Hubs stellen die Basis für weitere Funktionen dar, die direkt im Betriebssystem integriert sind. Sie lassen sich als „Live-Kacheln“ interaktiv auf dem Startbildschirm einbinden. Die Darstellung eines Hubs ändert sich, falls eine Statusänderung in der Applikation vorliegt. So lassen sich unter dem Hub „Kontakte“ alle Kontakte z. B. aus Facebook, Outlook, Google Mail und Twitter zusammenfassen und Statusänderungen direkt auf dem Startbildschirm anzeigen.
Eine weitere Besonderheit des Betriebssystems sind die seit Windows Phone 8 integrierten Räume. Darin können Benutzer Nachrichten, Bilder, Videos, Notizen und Kalender miteinander austauschen.

## Xbox Live und Spiele
Der Hub „Spiele“ bietet eine Anbindung zu Xbox Live. So ist es möglich, Spiele über den Marketplace zu beziehen. Diese können vollständig in die Xbox-Live-Dienste integriert werden. So können Spieler plattformübergreifend gegeneinander spielen (zum Beispiel einer an einer Xbox 360 und der andere an einem Windows-Phone-Gerät). Auch lässt sich ein und dasselbe Spiel auf unterschiedlichen Geräten spielen. So kann man ein Spiel etwa auf dem PC beginnen, auf dem Mobiltelefon weiterspielen und auf der Xbox beenden.
Windows-Phone-Live-Spiele erschienen jeweils mittwochs und unterliegen teilweise bestimmten Regions- oder Gerätebeschränkungen. So veröffentlichte Nokia gelegentlich exklusive Windows-Phone-Spiele und Sonderangebote, die nur auf Nokia-Smartphones erhältlich waren.

## Sprachassistent „Cortana“
Im Dezember 2014 wurde die persönliche Assistentin „Cortana“ für Windows Phone 8.1 in Deutschland veröffentlicht. Cortana ist sprachgesteuert und kann unter anderem Termine anlegen, den Wecker stellen, SMS schreiben und dem Benutzer einfache Fragen beantworten. Der Name „Cortana“ stammt aus der Xbox-Spieleserie Halo.
Ebenfalls ist die Suchmaschine Bing installiert. Sie wird mit der Lupe aktiviert.

## Kritik
Windows Phone wurde kritisiert, da es – wie Windows RT – für den Kauf von Apps und anderen Funktionen ein ähnlich geschlossenes System wie Apples iOS verwende. Außerdem fehlten in Windows Phone 7 diverse von Microsoft Windows Mobile bekannte Funktionen. Zudem wurden fehlende Updates kritisiert, da die Geräte mit Windows Phone 7 kein Update auf Windows Phone 8 erhielten.
Weiterhin wurde die im Vergleich zu anderen mobilen Betriebssystemen geringere Anzahl von Anwendungen für Windows Phone bemängelt. Laut Microsoft waren im Dezember 2013 über 200.000 Applikationen für Windows Phone 8 verfügbar. Im November 2015 waren es laut statista 340.000 Apps.

## Einstellung des Supports
Zunächst wollte Microsoft am 10. Dezember 2019 den Support für alle Mobilgeräte mit dem Windows-Phone-Betriebssystem beenden. Endgültig eingestellt wurde der Support jedoch erst am 14. Januar 2020 mit dem letzten Sicherheitsupdate. Den Support für Office-Apps hat Microsoft am 12. Januar 2021 eingestellt.